# ناوكي هوشينو
ناوكي هوشينو (باليابانية: 星野 直樹 ) (و. 1892 – 1978 م) هو سياسي ياباني، ولد في يوكوهاما، توفي عن عمر يناهز 86 عاماً.

## التعليم
تعلم في جامعة طوكيو.